# Traïció

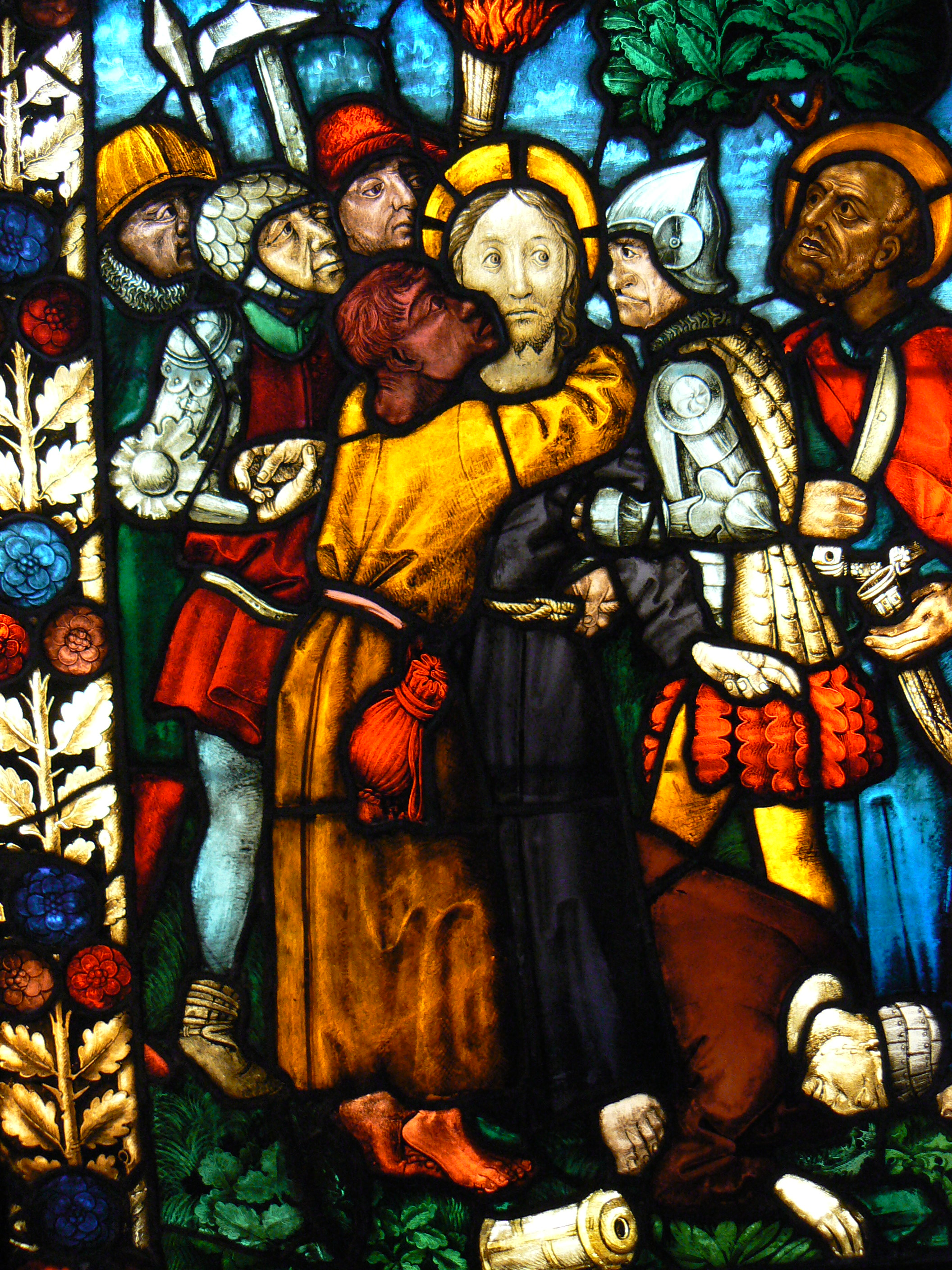
Representació del petó de Judes (vitrall al museu d'història de Haguenau)

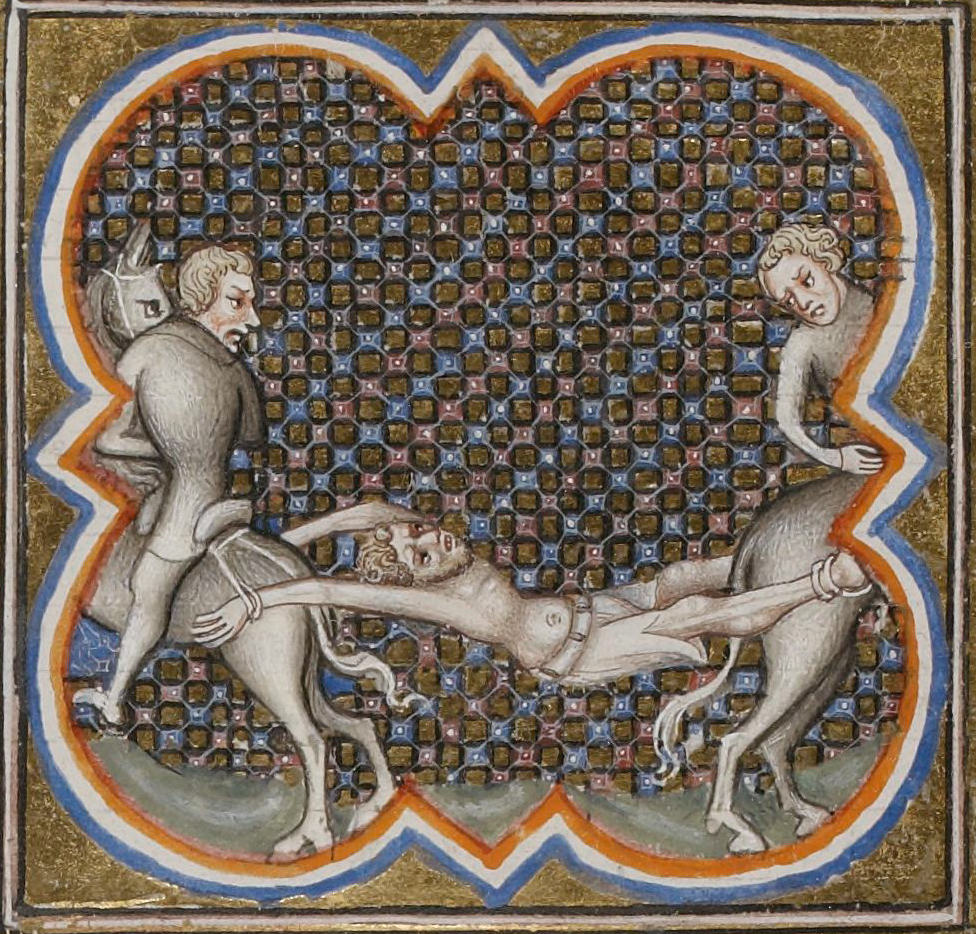
Representació de l'execució de Ganeló en un manuscrit del segle XIV

La traïció és la violació de la fidelitat deguda, el comportament oposat a la lleialtat. Sovint la traïció és l'acte de donar suport a un grup rival, o és una ruptura completa de les normes prèviament decidides o pressuposades per una de les parts. El mot "traïdor", usat per designar l'autor d'una traïció, és associat a certes figures històriques o de llegenda, com Judes (que traí Jesús per trenta monedes), Ganeló (cavaller franc que traí Rotllan), i Vlàssov (general soviètic que col·laborà amb l'Alemanya nazi).

## Definició
Els filòsofs Judith Shklar i Peter Johnson, autors de The Ambigüities of Betrayal i Frames of Deceit, respectivament, afirmen que si bé no hi ha cap definició clara de traïció disponible, la millor manera d'entendre la traïció és a través de la literatura.
Segons Jackson, "els filòsofs han de ser capaços d'aclarir el concepte de traïció, comparar-lo i contrastar-lo amb altres conceptes morals i valorar críticament les situacions de traïció. En l'àmbit pràctic, les persones haurien de ser capaços de donar sentit honest a la traïció i també de temperar-ne les conseqüències: manejar-la, no deixar-s'hi agredir. El que necessitem és un relat conceptualment clar de la traïció que diferenciï entre la traïció genuïna i la merament percebuda, i que també proporcioni una guia sistemàtica per a l'avaluació de la suposada traïció a la vida real".
El treball de 2001 de Ben-Yehuda ("Traïcions i traïcions, violacions de la confiança i la lleialtat" Westview Press) va emmarcar totes les formes de traïcions i traïcions sota un marc analític unificador utilitzant la lleialtat, la confiança i els límits morals com a eines explicatives.

## Conseqüències
Un acte de traïció crea una constel·lació de comportaments, pensaments i sentiments negatius tant en les seves víctimes com en els seus autors. Les interaccions són complexes. Les víctimes mostren ràbia i confusió, i exigeixen l'expiació de l'autor, que al seu torn pot experimentar culpabilitat o vergonya, i mostrar remordiment. Si, després que l'agressor hagi mostrat remordiments o demanat disculpes, la víctima continua manifestant ira, això pot provocar que l'agressor es posi a la defensiva i s'enfadi al seu torn. L'acceptació de la traïció es pot exhibir si les víctimes renuncien a les demandes d'expiació i retribució⁣; però només es demostra si les víctimes no continuen exigint disculpes, recorden repetidament a l'autor o autors l'acte original o revisen sense parar l'incident una vegada i una altra.
Si no hi ha cap disculpa, expiació, remordiment real i pla per canviar el comportament personal, aleshores la víctima pot acceptar el que ha passat i entendre que l'autor no vol o no pot canviar. Cap canvi real significa poder-ho tornar a fer. La manca de validació per part de l'agressor es pot descriure com un "segon assalt", que pot agreujar els efectes del trauma inicial patit. Acceptar la traïció i evitar el contacte és el millor camí per avançar. L'alternativa és mantenir-se en connexió i adonar-se que la violació pot tornar a passar, i pot optar per evitar fer determinades coses per reduir la gravetat. Per exemple, si una persona és una xafardera, no li expliquis els teus secrets.

## Trauma
El trauma per traïció té símptomes similars al trastorn d'estrès postraumàtic, encara que és probable que l'element d'⁣amnèsia i dissociació sigui més gran.
La diferència clau entre el trastorn per estrès postraumàtic (TEPT) tradicional i el trauma per traïció és que històricament es considera que el primer és causat principalment per la por, mentre que el trauma per traïció és una resposta a la ira extrema. Una altra diferència clau és que el trauma per traïció implica que un individu experimenta una violació de la confiança entre una persona o una institució de confiança, mentre que el trastorn d'estrès postraumàtic no implica una violació d'una font de confiança.

## En relacions romàntiques
Què fa que l'amor duri de John Gottman descriu la traïció com "un invasor nociu, que arriba molt sigil·losament" que va afectant als romanços aparentment estables i està al cor de cada relació fallida, fins i tot si la parella no n'és conscient. Gottman va calcular una mètrica de traïció calculant fins a quin punt estava disposat cada parella a sacrificar-se per l'altre i per la relació. Una mètrica de traïció constantment elevada va servir com a indicador que la parella estava en risc d'infidelitat o una altra deslleialtat greu. Alguns tipus de traïció en les relacions romàntiques inclouen la infidelitat sexual, el compromís condicional, una relació no sexual, la mentida, la formació d'una coalició contra la parella, l'absentisme o la fredor, la retirada de l'interès sexual, la falta de respecte, la injustícia, l'egoisme i el trencament de promeses.

## Ceguesa per traïció
La ceguesa per traïció és la inconsciència, el no saber i l'oblit que mostren les persones vers la traïció.
El terme "ceguesa per traïció" va ser introduït l'any 1996 i ampliat el 1999 per Freyd i després de nou el 2013 per Freyd i Birrell a través de la teoria del trauma de la traïció. Aquesta ceguesa per traïció pot estendre's a traïcions que no es consideren traumes tradicionals, com l'adulteri i les desigualtats. La ceguesa per traïció no és exclusiva de les víctimes. Els perpetradors i els testimonis també poden mostrar ceguesa de traïció per tal de preservar les relacions personals, les seves relacions amb les institucions i els sistemes socials dels quals depenen.
El terme "traïció institucional" es refereix a delictes comesos per una institució sobre persones que depenen d'aquesta institució. Això inclou la manca de prevenir o respondre amb suport a les accions il·legals per part d'individus (per exemple, agressions sexuals) comeses en el context de la institució.